# Pierre Aubenque
Pierre Aubenque, Ph.D. (L'Isle-Jourdain, 23 de julio de 1929 - Versalles, 23 de febrero de 2020) fue un reconocido filósofo francés, sobre todo por su trabajo como comentador de Aristóteles.

## Biografía
Antiguo alumno de la ENS (Escuela Normal Superior de Filosofía de Francia), también ejerció como maestro de conferencias en la Universidad de Montpellier, desde 1955 a 1960, más tarde impartió clases en las Universidades de Besançon y Aix-Marseille.
En 1969 comenzó impartir clases de Historia de la Filosofía Antigua en la Universidad París IV-Sorbona.
Fue profesor emérito de esta Universidad hasta el final de su vida y desempeñó también el cargo de secretario general del Instituto de Filosofía de París. Fue una de las figuras más reconocidas de la filosofía occidental actual.
Entre sus aportaciones teóricas destacan haber dado una nueva luz a la metafísica aristotélica, sobre todo a partir de las lecturas que Heidegger hizo de este filósofo clásico. 
También ha aportado novedades al estudio de Tomás de Aquino, destacando cómo este filósofo desarrolló el concepto de "analogía", que no estaba presente en los textos aristotélicos.
Otra de sus principales aportaciones fue la edición francesa del Debate de Davos, que mantuvieron Heidegger y Cassirer acerca de Kant en 1929.
Falleció a los noventa años en Versalles.

## Obras
Sus obras están centradas en filósofos de la Antigüedad Clásica, destacan:
- Le problème de l' être chez Aristote. Essai sur la problématique aritotélicienne (El problema del ser en Aristóteles. Ensayo sobre la problemática aristotélica) PUF, París, 1962. Traducido al español por la Editorial Taurus, Madrid 1981.
- La prudence chez Aristote (La prudencia en Aristóteles) París 1963. Traducido al español por la Editorial Crítica, Barcelona, 1999
- Sénèque (Séneca) París, 1964
- Concepts et catégories dans la pensée antique (Conceptos y categorías en el pensamiento antiguo) París, 1980
- Problèmes aristotéliciens (Problemas aristotélicos) París, 1983.
- Aristote et les choses humaines, suivi de "la politique stoïcienne." (Aristóteles y los asuntos humanos, seguido de la política estoica) Didier. París, 1998
- "Faut-il déconstruire la metaphysique? (¿Hay que desconstruir la metafísica?) PUF, París 2009. Traducido al español por Ediciones Encuentro, S.A., Madrid, 2012.